# فانتوم (نظام تشغيل)
فانتوم هو نظام تشغيل ذو نواة مصغرة طوره المبرمج الروسي دميتري زفاليشين لمعالجات 32-بيت، من المخطط عمل نسخة 64-بيت وتبقى نسخة ال32-بيت لأجهزة الكف.

## وصلات خارجية
- الأسئلة الأكثر شيوعاً
- وصف عام